# Albino António Freire de Andrade
Albino António Freire de Andrade (Pinhel, Alverca da Beira, 1 de Março de 1857 — Lisboa, Encarnação, 26 de Janeiro de 1957) foi um dos mais importantes farmacêuticos portugueses entre a 2.ª metade do século XIX e a 1.ª metade do século XX, tendo sido fundador da Farmácia Freire de Andrade & Irmão.

## Biografia
Albino António Freire de Andrade nasceu a 1 de Março de 1857. Diplomou-se pela Escola de Farmácia anexa à Escola Médico-Cirúrgica de Lisboa, onde terminou o curso em 22 de Dezembro de 1881. Em 1885, juntamente com o seu irmão Francisco Freire de Andrade (1849-1885), adquiriu a farmácia na Rua do Alecrim que fora fundada em 1837 pelo farmacêutico Francisco Fortunato de Assis, passando a denominar-se Farmácia Freire de Andrade & Irmão, da qual foi director. Nesse mesmo ano começou a participar na farmácia um terceiro irmão, José Freire de Andrade (1863-1914).
A farmácia teve as suas instalações reformadas em 1887 e ampliadas em 1894, com a instalação de dois laboratórios, um de análises químicas, bacteriológicas, microscópicas, industriais e agrícolas, e outro para esterilizações, o qual terá sido o primeiro montado em Portugal, e nele se preparavam objectos de penso e líquidos para injectáveis em ampolas. Posteriormente, por indicação e direcção do médico e bacteriologista Luís da Câmara Pestana, foi instalado um laboratório de biologia e opoterapia para a obtenção de fermentos terapêuticos, produtos opoterápicos, soros e vacinas.
Aos laboratórios da Farmácia Freire de Andrade & Irmão deve-se o início, em Portugal, da preparação de medicamentos injectáveis em ampolas de vidro, para o que foi necessário criar uma oficina de fabrico das ampolas e de todo o material de vidro. Os primeiros injectáveis em ampolas preparados pelos laboratórios foram uma solução de glicerofosfato de cálcio, encomendados em 1894 pelo médico Bettencourt Ferreira.
A farmácia e os seus laboratórios receberam diversos prémios e distinções, entre os quais se destacam a Medalha de Ouro para Produtos Farmacêuticos, na Exposição Internacional do Centenário da Independência, realizada em 1922, no Rio de Janeiro, e a Medalha da Exposição da Indústria Farmacêutica Portuguesa, realizada em 1927, em Lisboa.
Dentro da área farmacêutica, Albino António Freire de Andrade foi ainda sócio e presidente da Sociedade Farmacêutica Lusitana; sócio e presidente da Associação dos Farmacêuticos Portugueses; sócio do Centro Farmacêutico Português; Vogal de duas Comissões do Estado, compostas de médicos e farmacêuticos para elaborar um projecto do exercício de Farmácia e o Regimento dos preços dos medicamentos; membro de honra e delegado da Sociedade Farmacêutica Lusitana, no 1.º Congresso Nacional de Farmácia (1927) e membro da Sub-comissão organizadora da exposição de Especialidades Farmacêuticas Nacionais; director técnico dos Laboratórios Andrómaco, lugar que desempenhou até ao fim da sua vida.
Paralelamente, foi sócio da Sociedade de Geografia de Lisboa e vice-presidente da sua Comissão de Botânica; director-secretário do Montepio Geral e membro do seu Conselho Fiscal; presidente do Conselho Fiscal do Banco Nacional Ultramarino; presidente da Assembleia-geral das Companhias do Gás e Electricidade; presidente do Conselho Fiscal da Companhia de Seguros Reformadora; director da Companhia das Águas das Caldas da Felgueira; presidente do Conselho Fiscal da Companhia Agrícola das Neves; director da sociedade Sousa, Andrade & Companhia, entre outros lugares que desempenhou.
Pelos seus serviços foi agraciado por El-Rei D. Carlos com o grau de cavaleiro da Ordem de Nossa Senhora da Conceição de Vila Viçosa, e pelo Rei D. Afonso XIII de Espanha, com o grau de comendador da Real Ordem de Isabel a Católica.
Albino Freire de Andrade faleceu a 26 de Janeiro de 1957, com 99 anos de idade.